# حمد منصور
حمد منصور (انگلیسی: Hamad Mansor؛ زادهٔ ۱۳ اوت ۱۹۹۴) یک بازیکن فوتبال اهل قطر است.